# ونرپنی جنوب غربی
ونرپنی جنوب غربی (به لاتین: Vannarpannai South West) یک منطقهٔ مسکونی در سری‌لانکا است که در استان شمالی (سری‌لانکا) واقع شده‌است.